# کریستینا ارمن
کریستینا ارمن (انگلیسی: Kristina Erman؛ زادهٔ ۲۸ ژوئن ۱۹۹۳) بازیکن فوتبال اهل اسلوونی است.
از باشگاه‌هایی که در آن بازی کرده‌است می‌توان به باشگاه فوتبال رویال شارلوا و باشگاه فوتبال فرنتس‌واروش اشاره کرد.
وی همچنین در تیم‌های ملی فوتبال Slovenia women's national under-19 football team و زنان اسلوونی بازی کرده‌است.